# Raimundo Carlos Goés Pinheiro
Raimundo Carlos Goés Pinheiro, auch bekannt als Padre Carlos (* 4. Juli 1973 in Maués, Amazonas) ist ein brasilianischer katholischer Geistlicher und Kommunalpolitiker.

## Werdegang
Pinheiro ist Mitglied des Partido dos Trabalhadores (PT). Bei den Kommunalwahlen 2012 wurde er zum Präfekten der Stadt Maués gewählt. Seine Amtszeit dauert vom 1. Januar 2013 bis 31. Dezember 2016.